# Retrato de Juliano II de Médici
El Retrato de Juliano de Médici es una escultura realizada en mármol (168x80 cm) de Miguel Ángel Buonarroti, datada hacia los años 1526-1534 aproximadamente y que forma parte de la decoración de la Sacristía Nueva en la Basílica de San Lorenzo de Florencia. En particular, es la estatua central de la tumba de Julio II y, como es conocido, no reproduce las facciones del difunto, pero se trata de una elaboración ideal y heroica de su figura.

## Historia
El retrato de Juliano debió ser empezado hacia el 1526, después del retrato de Lorenzo de Médici. Se sabe que en 1533 se confiaron a Montorsoli los acabados y en cada caso debía de estar completado en 1534, año de la salida definitiva de Miguel Ángel de Florencia.
Existen cuatro dibujos de Tintoretto (Oxford, Christ Church College, L1 r. y v., L2 r. y v.) que muestran algunas diferencias con la estatua conocida y que han sido interpretados como copias del proyecto original de Miguel Ángel, quizás a partir de un boceto. En estos la figura está desnuda, como generalmente se hacía en fase de estudio, con el torso más girado hacia la izquierda y con el pie derecho que apoya sobre un objeto que luego fue eliminado. Algunos piensan sin embargo que los dibujos están extraídos de una copia imprecisa de mediados del siglo XVI, como parecerían confirmar, según algunos estudiosos, la excesiva musculatura y la pose de las piernas.

## Descripción y estilo
La obra, insertada en un nicho, muestra el joven duque sentado, vestido como un antiguo general romano y en actitud fiera, como anotó  Vasari, contrapuesto al "melancólico" Lorenzo. Tal actitud ha sido tomada como metáfora de la "vida activa" de la doctrina neoplatónica, como personificación de la vigilancia (Bocchi y Cinelli), o de la calma de las almas traspasadas (Tolnay) o del temperamento colérico-sanguíneo de la teoría de los cuatro humores. Algunas lecturas políticas han adoptado la idea del déspota volitivo y violento.
La postura recuerda la del profeta Gioele que se puede apreciar sobre la bóveda de la Capilla Sistina y la del Moisés.
La coraza se adhiere al cuerpo como una vaina que revela el busto musculoso así como los zapatos altos desaparecen a lo largo de la espinilla para mostrar los pies desnudos. A Montorsoli le ha sido atribuida la realización de los relieves de la armadura, así como, según Charles de Tolnay, el detalle del pie emergente de la base (obtenido cortando esta última), para aumentar la tridimensionalidad, una técnica sin embargo, nunca utilizada por Miguel Ángel que esculpía siempre según la exacta medida del bloque.
La obra no reproduce en absoluto las facciones reales del personaje, al haber rechazado siempre Miguel Ángel practicar el retrato: las fuentes reportan cómo alguien hizo ver al artista el poco parecido con el modelo, pero él, consciente de su estatura artística en aquel tiempo replicó que de allí a diez siglos ninguno recordaría aquel detalle.
El duque sujeta en su mano el bastón de mando, emblema de poder si bien él no fue nunca capitán de la Iglesia, y dos monedas: estas son tomadas como una llamada al Congiarium o al óbolo que los difuntos debían pagar en el reino del inframundo según la mitología antigua.

## En la cultura de masas
- La estatua es presente (bajo forma de busto) como un de los protagonistas en el ánime Sekko Boys.